# Redman
Ре́джіналд «Ре́джі» Нобл (англ. Reginald "Reggie" Noble; нар. 17 квітня 1970, Ньюарк, Нью-Джерсі, США), більш відомий як Ре́дман (англ. Redman) - американський реп-виконавець, діджей, продюсер і актор. Здобув популярність на початку 1990-х як артист лейблу Def Jam. Також відомий у співпраці зі своїм близьким другом Method Man як половина реп-дуету Method Man & Redman , та за ролями у фільмах та сіткомах. В 1990-х також був учасником гурту Def Squad.

## Біографія
Починав Редман свою кар'єру так само, як і багато інших — фрістайлив на різних заходах. На одному з них на нього звернув увагу Ерік Сермон із групи EPMD з лейблу Def Jam. З цієї зустрічі й вирішилась його доля. Він потрапив у угруповання реперів, відомих як Def Squad, його напарниками стали Ерік Сермон та Кіф Мюррей. 22 вересня 1992 виходить альбом Whut? Thee Album, який став дебютним для Реджі, і завдяки йому Нобл був визнаний одним з найкращих емсі Східного узбережжя і в 1993 удостоївся звання «Артист року» від журналу The Source. Окремий його трек («How to Roll a Blunt») був присвячений мистецтву скручування косяків, завдяки якому Ред порозумівся з репером Метод Меном, з яким і записав альбом Blackout!, а також багато інших спільних робіт.

## Дискографія
Студійні альбоми
- 1992 - Whut? Thee Album
- 1994 - Dare Iz a Darkside
- 1996 - Muddy Waters
- 1998 - Doc's da Name 2000
- 2001 - Malpractice
- 2007 - Red Gone Wild: Thee Album
- 2010 - Reggie
- 2015 - Mudface
- 2019 - Muddy Waters, Too

Спільні альбоми
- 1998 - El Niño у складі Def Squad

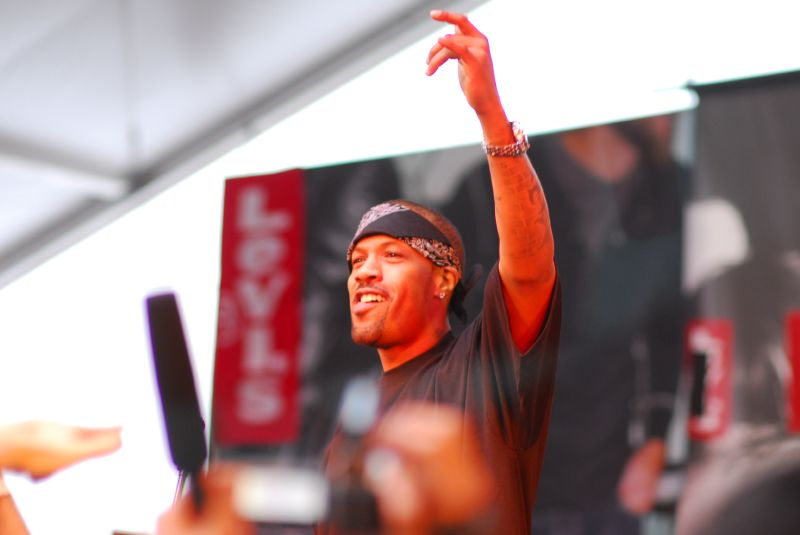
Redman

- 1999 - Blackout! спільно з Method Man
- 2001 - How High спільно з Method Man
- 2009 - Blackout! 2 спільно з Method Man

## Фільмографія
- 1998 - Ride
- 1999 - Colorz of Rage
- 1999 - PIGS
- 2000 - Boricua's Bond
- 2000 - Бекстейдж
- 2001 - Statistic: The Movie
- 2001 - Торчки
- 2002 - Stung
- 2003 - Thaddeus Fights the Power!
- 2003 - Дуже страшне кіно 3
- 2004 - Нащадок Чакі
- 2004 - Beef II
- 2004 - Meth & Red
- 2005 - Hip-Hop Honeys: Las Vegas [2]
- 2006 - Rock the Bells[en]  (2004)
- 2006 - High Times Stony Awards
- 2007 - Big Pun The Legacy
- 2007 - The Sunset Strip
- 2012 - The Art of Rap
- 2015 - Dark
- 2019 - The Return of the living Dead